# Marko Radoničić
Marko Radoničić (1785. – 1824.), hrvatski pomorac i istaknuti slikar amater rodom iz Dobrote, Crna Gora, živio u Trstu.

## Životopis
Rođen 1785. godine. Iz hrvatske obitelji Radoničić. Sin Tripa Tomova i Marije Ivanović. Bio je kapetan duge plovidbe. Kad su bili napoleonski ratni nemiri početkom 1800-ih, otišao je iz Boke. U Trstu je od 1807. Ondje se bavio trgovačkim poslovima. U njemu je ostao do 1820-ih, nakon čega je otišao u Panamu. I u Panami se bavio trgovinom.
Proslavio se kao slikar amater. Slikanjem se bavio od 1815. godine. Slikao je sakralne teme i portrete. Od njegovih 16 sačuvanih radova, 14 su slike Križnoga puta, a dvije portreti. Portrete je slikao u kombiniranoj tehnici tempere i pastelne boje. Križni put je slikao 1817. godine, vjerojatno sve u Trstu. Svi su ti primjerci danas u Dobroti, u župnoj crkvi sv. Mateja.
Umro je potkraj 1824. godine. 
Radoničićem se bavio Miloš Ilijin Milošević.